# 圧倒的不審者の極み!
圧倒的不審者の極み!（あっとうてきふしんしゃのきわみ、英:  kiwami japan, Japanese Knife Man）は、日本のYouTuber。年齢・本名は非公開。
会社員として働く傍ら、様々な素材から包丁を作るYouTuber。これまでに、食べ物、紙、金属や菌類などから包丁を作成している。

## 人物
- 身長170cm[7]、体重53kg[7]。
- 東京生まれ[1]、大阪府大阪市在住[3]。
- 普段は会社員を務めており、YouTubeでの活動を開始する1年前の時点では、年収は1000万円を超えていた[2]。
- 休みの日でも1日最低5時間は何らかの仕事をしてしまい、なかなか安眠出来ないために、山の中をライトを持って走ったり、仕事の新しいアイデアを考える時間を布団の中から走りながらに変えたりして疲労骨折をしたこともあった[2]。
- 欲しいものは、人工ダイヤモンド[3]。
- もともとは、「極み」と名乗っており、動画のコメントに「圧倒的不審者」と書かれたことから、ネガティブな名前を使うことで視聴者に良い印象を与えようと考え、名前の前に付け加える形で現在の名前になった[3][8]。

## 来歴

### 幼少期
父親が建てた木造住宅で生活していた。小学生時代、家が貧乏であったため、5000円以下で購入したランドセルで小学校に通っていたが、すぐに壊れてしまった。そのことをきっかけに素材の違いについて興味を持ち、素材オタクとなっていった。包丁研ぎは小学校1年生のころに母親から教わった。
中学生時代は、スニーカーが破れてもお金が無く買い換えることが出来なかったため、体育の授業で体育館で履くシューズを外で履くスニーカー代わりにも使っていた。

### 就職後
会社勤めをしながらベンチャーをしていた際に、YouTubeの収益構造、労働効率や労働環境に興味を持ち、2016年9月24日に3個目の副業としてYouTubeを始める。2017年11月から本格的に動画を投稿し始め、骨董品店で3000円で購入した錆包丁を18時間手作業で研いだ動画を公開し、2020年2月までに2800万回以上再生された。2018年に最もチャンネル登録者を獲得した国内YouTubeチャンネルランキングで3位に選出された。

#### 動画
1. ↑   いろいろ痛すぎるビスマス包丁と結晶 - YouTube
2. ↑   菌を愛したら増えすぎたので包丁にして差し上げました - YouTube
3. ↑   骨董品店で買った錆包丁を18時間手作業で研いだ結果 - YouTube